# Атомний підводний човен
А́томний підво́дний чо́вен (АПЧ, ПЧА) — підводний човен з ядерною силовою установкою.

## Історія

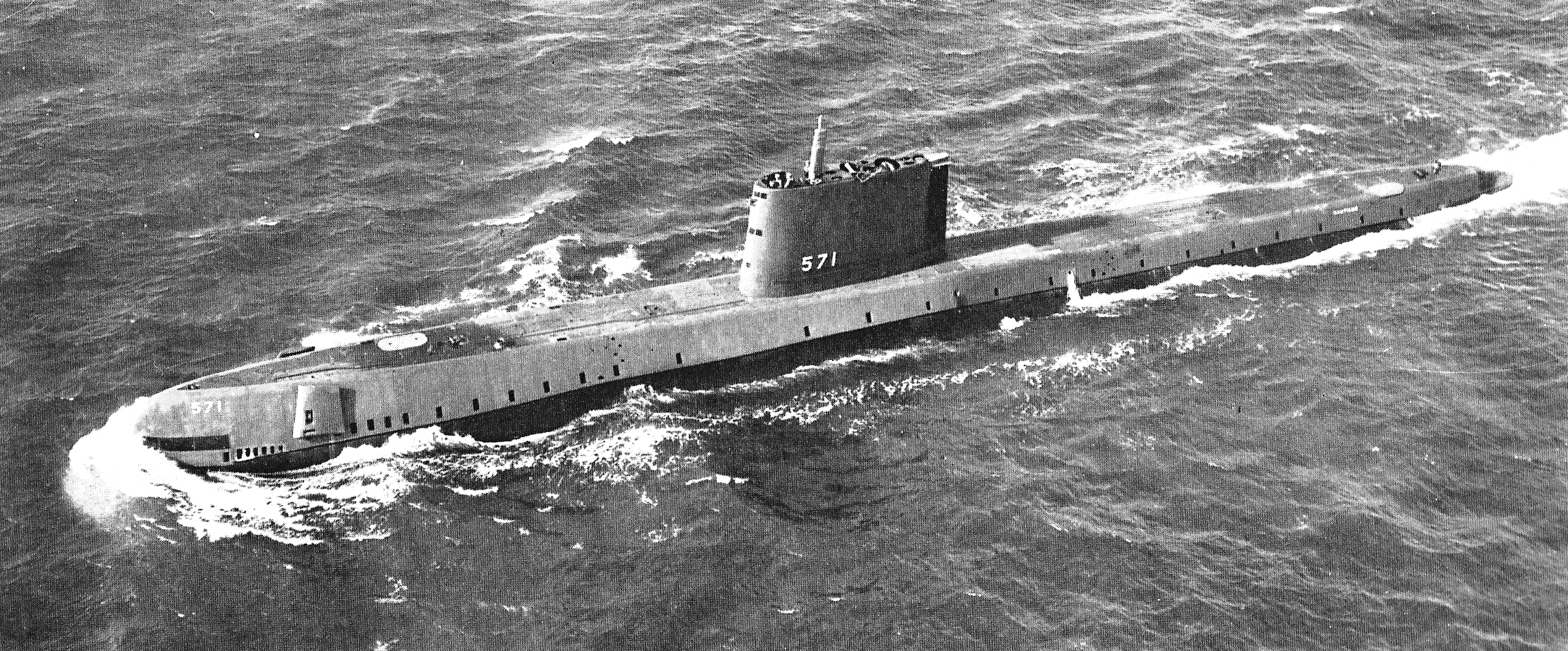
Перший у світі атомний підводний човен «Наутилус» на ходових випробовуваннях

Спочатку в підводному суднобудуванні однією з найважливіших проблем було збільшення часу перебування під водою і збільшення швидкості підводного ходу — найзначніших характеристик субмарин. Прогресу в цій області заважало недосконалість енергетичних установок, а зокрема — їхня мала потужність і залежність часу перебування під водою від вмісту кисню в повітрі усередині човна. Спершу ці проблеми вирішувалися підвищенням потужності електромоторів, ємності акумуляторів, збільшенням запасу скрапленого кисню, повітря високого тиску, регенеративних патронів. Під час Другої світової війни в Німеччині вперше став серійно застосовуватися пристрій для роботи дизелів під водою — шноркель (прилад РДП) і парогазова турбінна енергетична установка системи Вальтера. У повоєнний в Україні та СРСР, а потім і в інших країнах з'явилася атомна енергетика, почавши новий етап розвитку підводного флоту. Однак, створення мобільного компактного реактора зайняло понад 100 років і потребувало значних зусиль.
Історично першими побудували атомарину в США. За видатні характеристики автономності і підводного плавання човен отримав ім'я «Наутилус» в честь однойменного знаменитого корабля капітана Немо. Слідом за США атомні підводні човни почали будуватися в СРСР. Надалі при активній співпраці з США програму атомного підводного суднобудування почала Велика Британія, а за сприяння СРСР підводні човни з атомними енергетичними установками стали будувати в КНР. Окремо стоїть Франція, яка почала будувати атомарини приблизно в той же час, але розробивши всю програму суднобудування самостійно. Французькі атомні реактори для підводних човнів відрізняються компактністю і хорошим захистом. Вони мають менший термін служби між обслуговуваннями — близько 5 років, що вдвічі менше американських аналогів, але за планом кожні п'ять років французькі човни проходять оновлення радіоелектронного устаткування, і зміна ядерного палива відбувається під час цих ремонтів.
Перші підводні човни з атомними реакторами на борту з'явилися відповідно
- в США в 1955 — USS Nautilus (SSN-571)
- в СРСР в 1958 — К-3 «Ленінський комсомол»; — останнім атомним підводним човном, побудованим в СРСР, був К-407 «Новомосковськ»
- у 1963 в лад увійшла перша британська атомарина HMS Dreadnought (S101)
- у 1969 почала нести бойову службу перша французька атомна субмарина Le Redoutable (S 611), причому вона належала не до торпедних підводних човнів, а до класу стратегічних субмарин
- У 1974 свій перший атомний підводний човен ввів в дію Китай

## Покоління атомних підводних човнів

### Перше покоління
Човни першого і частково другого поколінь не відрізнялися збалансованістю тактико-технічних елементів. Основна увага приділялася таким характеристикам як швидкість і глибина занурення. Але висока шумність і недосконалі системи гідроакустики робили радянські човни глухою і зручною ціллю.
- СРСР: торпедні (ПЛАТ, 13 штук за проєктами 627 та 627А); ракетні; із крилатими ракетами (34 одиниці); з балістичними ракетами (8 одиниць).
- США: «Nautilus»,

У 1959–1967 США побудували 41 стратегічний атомний підводний човен, оснащені якісно новими ракетами «Polaris». В СРСР же за 1955–1962 роки побудували всього 37 ПЧ з МБР. Це підштовхнуло СРСР до розробки АПЧ другого покоління.

### Друге покоління
СРСР: у 1967–1974 роках побудували 34 АПЧ за проєктом 667А «Навага». Згодом, за рахунок модернізації та вдосконалення, виникли проєкти 667АУ, 667Б «Мурена» , 667БД «Мурена-М», 667БДР «Кальмар» і 667БДРМ «Дельфін». ПЧ з крилатими ракетами отримали можливість їхнього запуску з підводного положення.
Крім стратегічних розвинувся і напрямок багатоцільових підводних човнів. У 1967–1980 ВМФ СРСР отримав 17 АПЧ з тактичними протикорабельними ракетами і протичовнові — 7 АПЧ цього типу з рідиннометалічною АППУ.

### Третє покоління
На початку 1980-х з'явилися човни третього покоління. Вони відрізнялися істотно більшою водотоннажністю і наявністю досконалішого озброєння. На цих човнах вперше встановили радіоелектронне озброєння. Як матеріал корпусу почали застосовувати титан і спеціальні сталеві сплави.

### Четверте покоління
- СРСР: плани зі створення човнів четвертого покоління були прийняті наприкінці 1980-х років, але перші проєкти з'явилися тільки через десятиліття. У 1993 був закладений «Северодвинськ», головний корабель проєкту 855 «Ясень», в 1996 стратегічний ракетоносець «Юрій Долгорукий» проєкту 955 «Борей».
- США: підводні човни четвертого покоління представлені проєктами багатоцільових атомарин «Сівулф» і «Вірджинія», будівництво ПЧАРБ нового проєкту не ведеться.

## Класифікація за типами і країнами
Вважається що в американській класифікації усі атомні ПЧ без балістичних ракет позначаються як SSN (підводні човни атомні), а в радянській вони поділялися на дві групи: ПЧАТ (підводні човни атомні торпедні) і на БПЧАТРК (багатоцільові підводні човни торпедні з ракетами крилатими). Це зумовлено тим, що американці практично відразу почали будувати ПЧА з ракетами крилатими, а в СРСР ще тривалий час будували ПЧА лише з ТА (торпедними апаратами). Хоча і в США БПЧАТРК має своє позначення — SSGN.
Після того як в США і в СРСР навчилися запускати крилаті ракети з ТА усі нові ПЧА є однозначно торпедними і з крилатими ракетами, ПЧАТ і SSGN.
В історії підводного флоту є багато типів ПЧА котрі були тільки суто торпедними, тому є потреба у використані і поняття ПЧА(Т) і відповідно і ПЧА(ТРК).
ПЧАРБ, SSBN — (підводні човни атомні з ракетами балістичними).

### Підводні човни атомні з ракетами балістичними(ПЧАРБ)

#### Велика Британія
| Підводні човни атомні (з ракетами балістичними) | Підводні човни атомні (з ракетами балістичними) | Підводні човни атомні (з ракетами балістичними) | Підводні човни атомні (з ракетами балістичними) | Підводні човни атомні (з ракетами балістичними) |
| Країна                                          | Побудовано ПЧАРБ                                | Перебуває на флоті                              | Будується                                       | Кількість РБ на човнах флоту                    |
| ----------------------------------------------- | ----------------------------------------------- | ----------------------------------------------- | ----------------------------------------------- | ----------------------------------------------- |
| Велика Британія                                 | 8                                               | 4                                               | 0                                               | 64                                              |

| Тип (проєкт) | Класифікація НАТО | Ракет балістичних(РБ) | Побудовано (на флоті) | Роки експлуатації |  |
| ------------ | ----------------- | --------------------- | --------------------- | ----------------- |  |
| Резолюшн     | Resolution        | 16                    | 4 (0)                 | 1964-1996         |  |
| Венгард      | Vanguard          | 16                    | 4 (4)                 | з 1993            |  |

#### СРСР
| Підводні човни атомні (з ракетами балістичними) | Підводні човни атомні (з ракетами балістичними) | Підводні човни атомні (з ракетами балістичними) | Підводні човни атомні (з ракетами балістичними) | Підводні човни атомні (з ракетами балістичними) |
| Країна                                          | Побудовано ПЧАРБ                                | Перебуває на флоті                              | Будується                                       | Кількість РБ на човнах флоту                    |
| ----------------------------------------------- | ----------------------------------------------- | ----------------------------------------------- | ----------------------------------------------- | ----------------------------------------------- |
| СРСР                                            | 104                                             | 7                                               | -                                               | 1394(112)                                       |

| Тип (проєкт)    | Класифікація НАТО | Ракет балістичних(РБ) | Побудовано (на флоті) | Роки експлуатації |
| --------------- | ----------------- | --------------------- | --------------------- | ----------------- |
| 658(658М)       | Hotel-I, II       | 3                     | 8 (0)                 | 1963-             |
| 667А Навага     | Yankee-I          | 16                    | 34 (0)                | 1967-             |
| 667Б Мурена     | Delta-I           | 12                    | 18 (0)                | 1972-2003         |
| 667БД Мурена-М  | Delta-II          | 16                    | 4 (0)                 | 1975-1999         |
| 667БДР Кальмар  | Delta-III         | 16                    | 14 (3)                | з 1974            |
| 667БДРМ Дельфін | Delta-IV          | 16                    | 7 (4)                 | з 1984            |
| 941 Акула       | Typhoon           | 20                    | 6 (3)                 | з 1981            |

#### Російська федерація
| Підводні човни атомні (з ракетами балістичними) | Підводні човни атомні (з ракетами балістичними) | Підводні човни атомні (з ракетами балістичними) | Підводні човни атомні (з ракетами балістичними) | Підводні човни атомні (з ракетами балістичними) |
| Країна                                          | Побудовано ПЧАРБ                                | Перебуває на флоті                              | Будується                                       | Кількість РБ на човнах флоту                    |
| ----------------------------------------------- | ----------------------------------------------- | ----------------------------------------------- | ----------------------------------------------- | ----------------------------------------------- |
| Росія                                           | 0                                               | 7                                               | -                                               | 112                                             |

| Тип (проєкт) | Класифікація НАТО | Ракет балістичних(РБ) | Побудовано (на флоті) | Роки експлуатації |
| ------------ | ----------------- | --------------------- | --------------------- | ----------------- |
| 955 Борей    | Borey             | 16                    | 1 випробовується      | -                 |

#### США
| Підводні човни атомні (з ракетами балістичними) | Підводні човни атомні (з ракетами балістичними) | Підводні човни атомні (з ракетами балістичними) | Підводні човни атомні (з ракетами балістичними) | Підводні човни атомні (з ракетами балістичними) |
| Країна                                          | Побудовано ПЧАРБ                                | Перебуває на флоті                              | Будується                                       | Кількість РБ на човнах флоту                    |
| ----------------------------------------------- | ----------------------------------------------- | ----------------------------------------------- | ----------------------------------------------- | ----------------------------------------------- |
| США                                             | 55                                              | 14                                              | -                                               | 992(336)                                        |

| Тип (проєкт)       | Класифікація НАТО | Ракет балістичних(РБ) | Побудовано (на флоті) | Роки експлуатації |
| ------------------ | ----------------- | --------------------- | --------------------- | ----------------- |
| Джордж Вашингтон   | George Washington | 16                    | 5 (0)                 | 1959-             |
| Етен Аллен         | Ethan Allen       | 16                    | 5 (0)                 | 1961-             |
| Лафаєт             | Lafayette         | 16                    | 9 (0)                 | 1963-             |
| Джеймс Медісон     | James Madison     | 16                    | 10 (0)                | 1964-             |
| Бенджамін Франклін | Benjamin Franklin | 16                    | 12 (0)                | 1965-             |
| Огайо              | Ohio              | 24                    | 18 (14)               | 1976-             |

#### Франція
| Підводні човни атомні (з ракетами балістичними) | Підводні човни атомні (з ракетами балістичними) | Підводні човни атомні (з ракетами балістичними) | Підводні човни атомні (з ракетами балістичними) | Підводні човни атомні (з ракетами балістичними) |
| Країна                                          | Побудовано ПЧАРБ                                | Перебуває на флоті                              | Будується                                       | Кількість РБ на човнах флоту                    |
| ----------------------------------------------- | ----------------------------------------------- | ----------------------------------------------- | ----------------------------------------------- | ----------------------------------------------- |
| Франція                                         | 10                                              | 4                                               | -                                               | 160 (64)                                        |

| Тип (проєкт) | Класифікація НАТО | Ракет балістичних(РБ) | Побудовано (на флоті) | Роки експлуатації |
| ------------ | ----------------- | --------------------- | --------------------- | ----------------- |
| Редутабль    | Redoutable        | 16                    | 6 (0)                 | 1971-2005         |
| Тріумфан     | Triomphant        | 16                    | 4 (4)                 | 1997-             |

#### КНР
| Підводні човни атомні (з ракетами балістичними) | Підводні човни атомні (з ракетами балістичними) | Підводні човни атомні (з ракетами балістичними) | Підводні човни атомні (з ракетами балістичними) | Підводні човни атомні (з ракетами балістичними) |
| Країна                                          | Побудовано ПЧАРБ                                | Перебуває на флоті                              | Будується                                       | Кількість РБ на човнах флоту                    |
| ----------------------------------------------- | ----------------------------------------------- | ----------------------------------------------- | ----------------------------------------------- | ----------------------------------------------- |
| КНР                                             | 3-7                                             | 3-7                                             | 1-7                                             | 36-84                                           |

| Тип (проєкт) | Класифікація НАТО | Ракет балістичних(РБ) | Побудовано (на флоті) | Роки експлуатації |
| ------------ | ----------------- | --------------------- | --------------------- | ----------------- |
| 092 Ся       | Xia class         | 12                    | 1                     | з 1987            |
| 094 Цзінь    | Jin class         | 12                    | 2-6                   | з 2004            |

### ПЧАРБ, котрі перебувають на флотах держав світу
| Підводні човни атомні з балістичними ракетами (ПЧАРБ), на озброєнні флоту | Підводні човни атомні з балістичними ракетами (ПЧАРБ), на озброєнні флоту | Підводні човни атомні з балістичними ракетами (ПЧАРБ), на озброєнні флоту | Підводні човни атомні з балістичними ракетами (ПЧАРБ), на озброєнні флоту | Підводні човни атомні з балістичними ракетами (ПЧАРБ), на озброєнні флоту |
| Країна                                                                    | Тип (проєкт)                                                              | Силует                                                                    | Кількість (як ПЧАРБ)                                                      | Загальна кількість ПЧАРБ                                                  |
| ------------------------------------------------------------------------- | ------------------------------------------------------------------------- | ------------------------------------------------------------------------- | ------------------------------------------------------------------------- | ------------------------------------------------------------------------- |
| Велика Британія                                                           | «Венгард»                                                                 |                                                                           | 4                                                                         | 4                                                                         |
| КНР                                                                       | Проєкт 092                                                                |                                                                           | 1                                                                         | 5                                                                         |
| КНР                                                                       | Проєкт 094                                                                |                                                                           | 4                                                                         | 5                                                                         |
| Росія                                                                     | Проєкт 667БДР                                                             |                                                                           | 4(3)                                                                      | 7                                                                         |
| Проєкт 667БДРМ                                                            |                                                                           | 7(4)                                                                      |                                                                           | 7                                                                         |
| Проєкт 941                                                                |                                                                           | 3(0)                                                                      |                                                                           | 7                                                                         |
| Проєкт 955                                                                |                                                                           | 1(0)                                                                      |                                                                           | 7                                                                         |
| США                                                                       | «Огайо»                                                                   |                                                                           | 18(14)                                                                    |                                                                           |
| Франція                                                                   | «Тріумфан»                                                                |                                                                           | 4                                                                         | 4                                                                         |

### Підводні човни атомні торпедні з ракетами крилатими (ПЧАТРК)

#### Велика Британія
| Підводні човни атомні (багатоцільові торпедні з ракетами крилатими) | Підводні човни атомні (багатоцільові торпедні з ракетами крилатими) | Підводні човни атомні (багатоцільові торпедні з ракетами крилатими) | Підводні човни атомні (багатоцільові торпедні з ракетами крилатими) | Підводні човни атомні (багатоцільові торпедні з ракетами крилатими) |
| Країна                                                              | Побудовано ПЧАТРК                                                   | Перебуває на флоті                                                  | Будується                                                           | Кількість РК на човнах флоту                                        |
| ------------------------------------------------------------------- | ------------------------------------------------------------------- | ------------------------------------------------------------------- | ------------------------------------------------------------------- | ------------------------------------------------------------------- |
| Велика Британія                                                     | 19                                                                  | 6                                                                   | 4 (1 замовлена і 1 заплановано)                                     | 100                                                                 |

| Тип (проєкт) | Класифікація НАТО | Ракет крилатих (РК) | Побудовано (на флоті) | Роки експлуатації |
| ------------ | ----------------- | ------------------- | --------------------- | ----------------- |
| Веліант      | Valiant           | 6                   | 2 (0)                 | 1966-1994         |
| Черчілль     | Churchill         | 12                  | 3 (0)                 | 1970-1992         |
| Свіфтшюр     | Swiftsure         | 12                  | 6 (0)                 | 1973-2008         |
| Трафальгар   | Trafalgar         | 15                  | 7 (5)                 | з 1983            |
| Астьют       | Astute            | 25                  | 1 (1)                 | з 2010            |

#### СРСР
| Підводні човни атомні (багатоцільові торпедні з ракетами крилатими) | Підводні човни атомні (багатоцільові торпедні з ракетами крилатими) | Підводні човни атомні (багатоцільові торпедні з ракетами крилатими) | Підводні човни атомні (багатоцільові торпедні з ракетами крилатими) | Підводні човни атомні (багатоцільові торпедні з ракетами крилатими) |
| Країна                                                              | Побудовано ПЧАТРК                                                   | Перебуває на флоті РФ                                               | Будується                                                           | Кількість РК на човнах флоту                                        |
| ------------------------------------------------------------------- | ------------------------------------------------------------------- | ------------------------------------------------------------------- | ------------------------------------------------------------------- | ------------------------------------------------------------------- |
| СРСР                                                                | 115                                                                 | 27-54                                                               | -                                                                   | 600-1000                                                            |

| Тип (проєкт)      | Класифікація НАТО | Ракет крилатих (РК) | Побудовано (на флоті)  | Роки експлуатації |
| ----------------- | ----------------- | ------------------- | ---------------------- | ----------------- |
| 659               | Echo-I            | 6                   | 5 (0)                  | 1961-1992         |
| 675               | Echo-II           | 8                   | 29 (?)                 | з 1960            |
| 667А              | Yankee            | 16                  | 4 (?)                  | 1968-2009         |
| 670 «Скат»        | Charlie-I         | 8                   | 11 (0)                 | 1966-?            |
| 670M Скат-М/Чайка | Charlie-II        | 8                   | 6 (5)                  | з 1972-?          |
| 671РТМ(К) Щука    | Victor-III        | 16                  | 25                     | з 1977            |
| 949A Антей        | Oscar-II          | 24                  | 11 (9) - К-141«Курськ» | з 1982            |
| 971 Щука-Б        | Akula             | 35                  | 15 (13)                | з 1883            |

#### Російська федерація
| Підводний човен атомний (багатоцільовий торпедний з ракетами крилатими) | Підводний човен атомний (багатоцільовий торпедний з ракетами крилатими) | Підводний човен атомний (багатоцільовий торпедний з ракетами крилатими) | Підводний човен атомний (багатоцільовий торпедний з ракетами крилатими) | Підводний човен атомний (багатоцільовий торпедний з ракетами крилатими) |
| Країна                                                                  | Побудовано ПЧАТРК                                                       | Перебуває на флоті                                                      | Будується                                                               | Кількість РК на човнах флоту                                            |
| ----------------------------------------------------------------------- | ----------------------------------------------------------------------- | ----------------------------------------------------------------------- | ----------------------------------------------------------------------- | ----------------------------------------------------------------------- |
| Росія                                                                   | 0                                                                       | 27-54                                                                   | 1 (1 замовлений і 1 заплановано)                                        | 600-1000                                                                |

| Тип (проєкт) | Класифікація НАТО | Ракет крилатих (РК) | Побудовано (на флоті) | Роки експлуатації |
| ------------ | ----------------- | ------------------- | --------------------- | ----------------- |
| 885 Ясень    | Graney, Yasen     | 32                  | будується             | -                 |

#### США
| Підводні човни атомні (багатоцільові торпедні з ракетами крилатими) | Підводні човни атомні (багатоцільові торпедні з ракетами крилатими) | Підводні човни атомні (багатоцільові торпедні з ракетами крилатими) | Підводні човни атомні (багатоцільові торпедні з ракетами крилатими) | Підводні човни атомні (багатоцільові торпедні з ракетами крилатими) |
| Країна                                                              | Побудовано ПЧАТРК                                                   | Перебуває на флоті                                                  | Будується                                                           | Кількість РК на човнах флоту                                        |
| ------------------------------------------------------------------- | ------------------------------------------------------------------- | ------------------------------------------------------------------- | ------------------------------------------------------------------- | ------------------------------------------------------------------- |
| США                                                                 | 111                                                                 | 58                                                                  | 10 (10 заплановано)                                                 | 2100                                                                |

| Тип (проєкт)  | Класифікація НАТО     | Ракет крилатих (РК) | Побудовано (на флоті) | Роки експлуатації |
| ------------- | --------------------- | ------------------- | --------------------- | ----------------- |
| Гелібат       | Halibut               | 5                   | 1 (0)                 | 1960-1976         |
| Скіпджек      | Skipjack              | 8                   | 6 (0)                 | 1959-1990         |
| Трешер/Перміт | Thresher/Permit class | 8-10                | 14 (0)                | 1960-1994         |
| Таллібі       | Tullibee              |                     | 1 (0)                 | 1960-1988         |
| Стерджен      | Sturgeon              | 16                  | 37+2 (0)              | 1967-2004         |
| Лос-Анджелес  | Los Angeles           | 12+8                | 62(40)                | з 1976            |
| Сівулф        | Seawolf               | до 50               | 3 (3)                 | з 1997            |
| Огайо         | Ohio class SSGN       | 154                 | 4 (4)                 | з 2002            |
| Вірджинія     | Virginia              | 48                  | 9 (9)                 | з 2004            |

#### Франція
| Підводні човни атомні (багатоцільові торпедні з ракетами крилатими) | Підводні човни атомні (багатоцільові торпедні з ракетами крилатими) | Підводні човни атомні (багатоцільові торпедні з ракетами крилатими) | Підводні човни атомні (багатоцільові торпедні з ракетами крилатими) | Підводні човни атомні (багатоцільові торпедні з ракетами крилатими) |
| Країна                                                              | Побудовано ПЧАТРК                                                   | Перебуває на флоті                                                  | Будується                                                           | Кількість РК на човнах флоту                                        |
| ------------------------------------------------------------------- | ------------------------------------------------------------------- | ------------------------------------------------------------------- | ------------------------------------------------------------------- | ------------------------------------------------------------------- |
| Франція                                                             | 6                                                                   | 6                                                                   | 1(6 заплановано)                                                    | 45                                                                  |

| Тип (проєкт) | Класифікація НАТО    | Ракет крилатих (РК) | Побудовано (на флоті)                             | Роки експлуатації |
| ------------ | -------------------- | ------------------- | ------------------------------------------------- | ----------------- |
| Рубі         | Rubis class SSGN     | 14                  | 6                                                 | з 1989            |
| Баракуда     | Barracuda class SSGN | 14                  | будується, передача флоту заплановано з 2017 року | -                 |

#### КНР
| Підводні човни атомні (багатоцільові торпедні з ракетами крилатими) | Підводні човни атомні (багатоцільові торпедні з ракетами крилатими) | Підводні човни атомні (багатоцільові торпедні з ракетами крилатими) | Підводні човни атомні (багатоцільові торпедні з ракетами крилатими) | Підводні човни атомні (багатоцільові торпедні з ракетами крилатими) |
| Країна                                                              | Побудовано ПЧАТРК                                                   | Перебуває на флоті                                                  | Будується                                                           | Кількість РК на човнах флоту                                        |
| ------------------------------------------------------------------- | ------------------------------------------------------------------- | ------------------------------------------------------------------- | ------------------------------------------------------------------- | ------------------------------------------------------------------- |
| КНР                                                                 | 2                                                                   | 2                                                                   | 1(6 заплановано)                                                    | 12                                                                  |

| Тип (проєкт) | Класифікація НАТО | Ракет крилатих (РК) | Побудовано (на флоті) | Роки експлуатації |
| ------------ | ----------------- | ------------------- | --------------------- | ----------------- |
| 093 Шан      | Shang class       | 6                   | 2 (2)                 | з 2007            |

### Підводні човни атомні торпедні (ПЧАТ)

#### СРСР
| Підводні човни атомні (багатоцільові торпедні) | Підводні човни атомні (багатоцільові торпедні) | Підводні човни атомні (багатоцільові торпедні) | Підводні човни атомні (багатоцільові торпедні) | Підводні човни атомні (багатоцільові торпедні) |
| Країна                                         | Побудовано ПЧАТ                                | Перебуває на флоті                             | Будується                                      | Кількість ТА (торпед)                          |
| ---------------------------------------------- | ---------------------------------------------- | ---------------------------------------------- | ---------------------------------------------- | ---------------------------------------------- |
| СРСР                                           | 48                                             | 3                                              | -                                              | 316 (1020)                                     |

| Тип (проєкт)   | Класифікація НАТО | ТА (торпед) | Побудовано (на флоті) | Роки експлуатації |
| -------------- | ----------------- | ----------- | --------------------- | ----------------- |
| 627, 627А Кит  | November          | 8 (26)      | 13 (0)                | 1957-1990         |
| 671 Йорш       | Victor-I          | 6 (20)      | 15 (0)                | 1967-1994         |
| 671РТ Сьомга   | Victor-II         | 6 (26)      | 7 (0)                 | 1972-1995         |
| 705, 705К Ліра | Alfa              | 6 (20)      | 7 (0)                 | 1977-1990         |
| 945 Барракуда  | Sierra-I          | 6 (40)      | 2 (1)                 | з 1984            |
| 945А Кондор    | Sierra-II         | 6 (40)      | 2 (2)                 | з 1982            |

#### Російська федерація
| Підводні човни атомні (багатоцільові торпедні) | Підводні човни атомні (багатоцільові торпедні) | Підводні човни атомні (багатоцільові торпедні) | Підводні човни атомні (багатоцільові торпедні) | Підводні човни атомні (багатоцільові торпедні) |
| Країна                                         | Побудовано ПЧАТ                                | Перебуває на флоті                             | Будується                                      | Кількість ТА (торпед)                          |
| ---------------------------------------------- | ---------------------------------------------- | ---------------------------------------------- | ---------------------------------------------- | ---------------------------------------------- |
| Росія                                          | 0                                              | 3                                              | 0                                              | 18 (120)                                       |

| Тип (проєкт) | Класифікація НАТО      | ТА (торпед) | Побудовано (на флоті)                                                  | Роки експлуатації |
| ------------ | ---------------------- | ----------- | ---------------------------------------------------------------------- | ----------------- |
| К-123 Марс   | Sierra-II (Sierra-III) | 6(40)       | 1 (4 покоління, була порізана на стапелі у 1993 р, при 30% готовності) | -                 |

#### США
| Підводні човни атомні (багатоцільові торпедні) | Підводні човни атомні (багатоцільові торпедні) | Підводні човни атомні (багатоцільові торпедні) | Підводні човни атомні (багатоцільові торпедні) | Підводні човни атомні (багатоцільові торпедні) |
| Країна                                         | Побудовано ПЧАТ                                | Перебуває на флоті                             | Будується                                      | Кількість ТА (торпед)                          |
| ---------------------------------------------- | ---------------------------------------------- | ---------------------------------------------- | ---------------------------------------------- | ---------------------------------------------- |
| США                                            | 7                                              | 0                                              | 0                                              | 49 (168)                                       |

| Тип (проєкт) | Класифікація НАТО | ТА (торпед) | Побудовано (на флоті) | Роки експлуатації |
| ------------ | ----------------- | ----------- | --------------------- | ----------------- |
| Скейт        | Skate (SSN)       | 8 (24)      | 4 (0)                 | 1957-1988         |

#### КНР
| Підводні човни атомні (багатоцільові торпедні) | Підводні човни атомні (багатоцільові торпедні) | Підводні човни атомні (багатоцільові торпедні) | Підводні човни атомні (багатоцільові торпедні) | Підводні човни атомні (багатоцільові торпедні) |
| Країна                                         | Побудовано ПЧАТ                                | Перебуває на флоті                             | Будується                                      | Кількість ТА (торпед)                          |
| ---------------------------------------------- | ---------------------------------------------- | ---------------------------------------------- | ---------------------------------------------- | ---------------------------------------------- |
| КНР                                            | 5                                              | 5                                              | 0                                              | 30 (90)                                        |

| Тип (проєкт) | Класифікація НАТО | ТА (торпед) | Побудовано (на флоті) | Роки експлуатації |
| ------------ | ----------------- | ----------- | --------------------- | ----------------- |
| 091 Хань     | Han class         | 6 (18)      | 5                     | з 1970            |

### Експериментальні

#### Велика Британія
| Велика Британія Експериментальні                                   | Велика Британія Експериментальні | Велика Британія Експериментальні | Велика Британія Експериментальні | Велика Британія Експериментальні | Велика Британія Експериментальні |
| Назва                                                              | Базовий проєкт                   | Класифікація НАТО                | Рік                              | Побудовано                       | Примітки                         |
| ------------------------------------------------------------------ | -------------------------------- | -------------------------------- | -------------------------------- | -------------------------------- | -------------------------------- |
| HMS Dreadnought (S101)                                             | Дредноут                         | Dreadnought                      | 1966                             | 1                                | перший АПЧ Великої Британії      |
| - HMS Churchill (S46) - HMS Conqueror (S48) - HMS Courageous (S50) | Черчілль                         | Churchill                        | 1970                             | 3                                | експериментально-бойові          |

#### США
| США Експериментальні              | США Експериментальні | США Експериментальні | США Експериментальні | США Експериментальні | США Експериментальні |
| Назва                             | Базовий проєкт       | Назва НАТО           | Рік                  | Човнів               | Примітки |
| --------------------------------- | -------------------- | -------------------- | -------------------- | -------------------- | --- |
| Наутілус, USS Nautilus (SSN-571)  | немає                | Nautilus             | 1954-1980            | 1                    | Перший у світі атомний ПЧ |
| Сівулф, USS Seawolf (SSN-575)     | немає                | Seawolf              | 1957-1987            | 1                    | Випробування реактора S2G з рідко-металічним теплоносієм першого контуру. Випробування виявилися безуспішними і у 1959 році цей реактор був замінений на водо-водяний S2Wa. Після чого човен використовувався вже як бойовий, а пізніше, після модернізації, і як розвідувальний. |
| USS Tullibee (SSN-597)            | Таллібі(SSN-597)     | Tullibee             | 1960                 | 1                    | Протичовновий, з повним електрорушієм. |
| USS Narwhal (SSN-671)             | Sturgeon             | Narwhal              | 1969                 | 1                    | Протичовновий |
| USS Glenard P. Lipscomb (SSN-685) | Sturgeon             | Glenard P. Lipscomb  | 1974                 | 1                    | |

#### СРСР
| СРСР Експериментальні | СРСР Експериментальні | СРСР Експериментальні | СРСР Експериментальні | СРСР Експериментальні | СРСР Експериментальні |
| Назва                 | Базовий проєкт        | Класифікація НАТО     | Рік                   | Побудовано            | Примітки              |
| --------------------- | --------------------- | --------------------- | --------------------- | --------------------- | --------------------- |
| 645 ЖМТ Кит           | 627А                  | November              | 1962-1968             | 1                     |                       |
| К-278 Комсомолець     | 685 Плавник           | Mike                  | 1983-1989             | 1                     |                       |
| 651Э                  | 651                   | Juliet                | 19                    | 1                     |                       |
| 661 Анчар             |                       | Papa                  | 1969-1988             | 1                     |                       |
| 667AT Груша           | 667А Навага           | Yankee-Notch          | 1969-2002             | 3                     |                       |
| 667M Андромеда        | 667А Навага           | Yankee-Sidecar        | 19                    | 1                     |                       |
| 06704 Чайка-Б         | 670М Чайка            | Charlie-III           | 1973-1992             | 1                     |                       |
| 949 «Граніт»          |                       | Oscar-I               | 1980-1997             | 2                     |                       |
| 701                   | 658                   | Hotel-III             | 1970-1989             | 1                     |                       |
| 667AM Навага-М        | 667А Навага           | Yankee-II             | 1967-1990             | 1                     |                       |

### Спеціального призначення

#### США
| США Спеціального призначення                            | США Спеціального призначення | США Спеціального призначення | США Спеціального призначення | США Спеціального призначення | США Спеціального призначення                                                 |
| Назва                                                   | Базовий проєкт               | Класифікація НАТО            | Рік                          | Побудовано                   | Примітки                                                                     |
| ------------------------------------------------------- | ---------------------------- | ---------------------------- | ---------------------------- | ---------------------------- | ---------------------------------------------------------------------------- |
| Тритон (SSRN-586)                                       | унікальний                   | Triton                       | 1959-1969                    | 1                            | Радіолокаційний ПЧ. Перший човен здійснивший навколосвітню підводну подоріж. |
| - USS Kamehameha (SSN-642) - USS James K Polk (SSN-645) | Бенджамін Франклін           | «Benjamin Franklin           | 1992                         | 2                            | Носій надмалих ПЧ                                                            |
| USS Parche (SSN-683)                                    | Парш                         | Parche                       | 1974                         | 1                            | Розвідка і рятувальні операції                                               |
| NR-1                                                    | НР-1                         | NR-1                         | 1969                         | 1                            | Глибоководні дослідження                                                     |

#### СРСР
| СРСР Спеціального призначення         | СРСР Спеціального призначення | СРСР Спеціального призначення  | СРСР Спеціального призначення | СРСР Спеціального призначення | СРСР Спеціального призначення                                                                       |
| Назва                                 | Базовий проєкт                | Класифікація НАТО              | Рік                           | Побудовано                    | Примітки                                                                                            |
| ------------------------------------- | ----------------------------- | ------------------------------ | ----------------------------- | ----------------------------- | --------------------------------------------------------------------------------------------------- |
| 658С                                  | 658М                          | Hotel                          | 19                            | 1                             | дослідження нових систем зв'язку                                                                    |
| 658У                                  | 658М                          | Hotel                          | 19                            | 2                             | човни зв'язку, ретранслятори                                                                        |
| 09774 (667АН)                         | 667А Навага                   | Yankee-Stretch                 | 19                            | 1                             | носій надмалих ПЧ                                                                                   |
| 09786                                 | 667БДР Кальмар                |                                | 19                            | 1                             | носій надмалих ПЧ                                                                                   |
| 09787                                 | 667БДРМ Дельфін               |                                | 19                            | 1                             | носій надмалих ПЧ                                                                                   |
| - 667АК Аксон-1 - 667АК Аксон-2       | 667А Навага                   | - Yankee-Pod - Yankee-Pod Nose | 19                            | 1                             | подвійне переобладнання човна К-403 «Казань» для випробування нових систем гідроакустики            |
| - 1910 Кашалот - 1851 Нельма / Палтус |                               | - Uniform - X-Ray              | 19                            | - 3 - 3                       | офіційно — дослідження нових типів АЕУ, фактично для спеціальних операцій, велика глибина занурення |

#### Франція
| Франція Спеціального призначення | Франція Спеціального призначення | Франція Спеціального призначення | Франція Спеціального призначення | Франція Спеціального призначення | Франція Спеціального призначення |
| Назва                            | Базовий проєкт                   | Класифікація НАТО                | Рік                              | Побудовано                       | Примітки                         |
| -------------------------------- | -------------------------------- | -------------------------------- | -------------------------------- | -------------------------------- | -------------------------------- |
| Q 244                            | Q 244                            | Q 244                            | 1955                             | 1                                |                                  |